# دروازه بدن
برای فیلم اقتباسی از رمان، دروازه بدن (فیلم) را ببینید.
دروازه بدن (به ژاپنی: 肉体の門) رمانی نوشته تایجیرو تامورا است که در مارس ۱۹۴۷ توسط گنزو منتشر شد. این کتاب اولین رمان پرفروش در ژاپن، پس از جنگ جهانی محسوب می‌شود. مضمون رمان «آزادی بدن و رهایی انسان است»، که موضوعی داغ برای ابراز آزادی‌های جنسی است.
پس از انتشار دنباله‌وار این رمان در یک مجله، شرکت تئاتر آیروزا در شینجوکو، به صورت طولانی تقریباً ۱۰۰۰ اجرا را که برگرفته از این رمان بود، بر روی صحنه برد؛ و این باعث شهرت رمان شد. آثار زیادی با اقتباس از این رمان به فیلم تبدیل شده‌است.

## داستان رمان
در سال ۱۹۴۶، «سِن اسادا» که مادرش در جنگ کشته می‌شود؛ تصمیم می‌گیرد از سربازان آمریکایی پنهان شود. او برای امرار معاش، در ساختمان متروکه‌ای در یوراکوچو به گروهی از روسپی‌ها به نام «پان‌پان» که از یک‌سری از قوانین پیروی می‌کنند؛ می‌پیوندد.
- دفاع از قلمرو و برخورد با روسپی‌های غریبه
- رایگان کار نکردن
- نداشتن رابطه‌جنسی با سربازان آمریکایی، یاکوزاها و سربازان خودفروخته

پس از خیانت دوست‌شان ماچیکو (پرستاری از شینتارو، که از حمله کامیکازه جان سالم به در برده‌است) که درگیر یک رابطه عاشقانه به قصد ازدواج شده و از گروه جدا گشته‌است. سِن برای انتقام گرفتن از سربازان آمریکایی، مردی به نام شینتارو ایبوکی را دعوت می‌کند. سِن به مانند سایر پانت‌ها دامن نمی‌پوشد و همیشه شلواری به تن دارد، که با اندام باریک و قد بلندش هماهنگ است؛ و علاقه مردان را به خود برمی‌انگیزد.
سِن آرزو دارد «اگر روزی پول کافی داشته باشد، یک سالن رقص باز کند». دوستان با اتحاد باهم و شجاعانه در جامعه‌ای تاریک، به شکار سربازان آمریکایی و یاکوزاهای فاسد می‌پردازند.

## کارهای اقتباسی

### فیلم سینمایی
| نام فیلم   | سال تولید | کارگردان                          |
| ---------- | --------- | --------------------------------- |
| دروازه بدن | ۱۹۴۸      | ماکینو ماساهیرو و اوزاکی ماسافوسا |
| دروازه بدن | ۱۹۶۴      | سیجون سوزوکی                      |
| بدن زن     | ۱۹۶۴      | سیجون سوزوکی                      |
| دروازه بدن | ۱۹۷۷      | شوگورو نیشیمورا                   |
| دروازه بدن | ۱۹۸۸      | هیدئو گوشا                        |

### درام تلویزیونی
- دروازه بدن (۲۰۰۸)